# 张冰 (射击运动员)
張冰（1969年1月6日—），男，河南鄭州人，中國射擊運動員。

## 生平
張冰在1984年2月成為河南射擊隊一員，教練封勵行。3年後，他入選國家隊，當時他的教練是孫盛偉。隨後在1994年的廣島亞運中，他為中國奪得男子個人多向飛碟小項的金牌。翌年在雅加達舉行的亞洲錦標賽中，他先後在男子個人多向飛碟小項以149中和在團體小項以364中奪得冠軍，兼刷新了的全國紀錄。
1996年的阿特蘭大奧運，他在男子個人多向飛碟小項中以183中取得銅牌。次年的九運會的男子個人多向飛碟小項，他以141中摘下銅牌，是當屆全運會中河南隊的第一面射擊項目獎牌。1998年，他在曼谷亞運中的男子團體多向飛碟小項獲得銅牌。
2005年，張冰於十運會射擊項目的男子個人多向飛碟小項中以115中取得銀牌。次年的多哈亞運，張在個人和團體小項都無獎牌進帳。